# Ferrocarril Dakar-Níger
El ferrocarril Dakar-Níger conecta Dakar (Senegal) con Kulikoró (Malí), y tiene estaciones en Thiès, Tambacounda, Kayes, Kita, Kati y Bamako. Su nombre hace referencia al río Níger. La línea tiene una longitud de 1287 km, de los cuales 641 km están en Malí.
En el año 2014, el tren no funcionó en servicio internacional, únicamente en Senegal.

## Historia
Su construcción comenzó a finales del siglo XIX bajo las órdenes del militar francés Joseph Gallieni, comandante del Sudán francés. 
En un principio, el ferrocarril conectaba el río Níger con Dakar, permitiendo así el comercio de materia prima. La línea se completó a comienzos del siglo XX; la sección Kayes-Kulikoró fue inaugurada en 1904, aunque su tramo final no se abrió hasta 1924.

## Galería

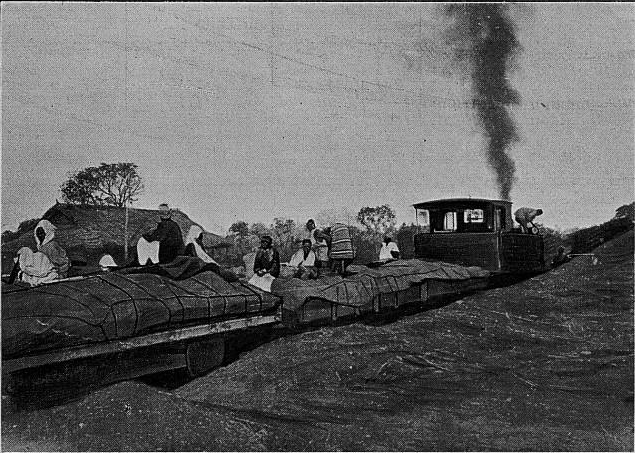
Fotografía del tren de 1908.
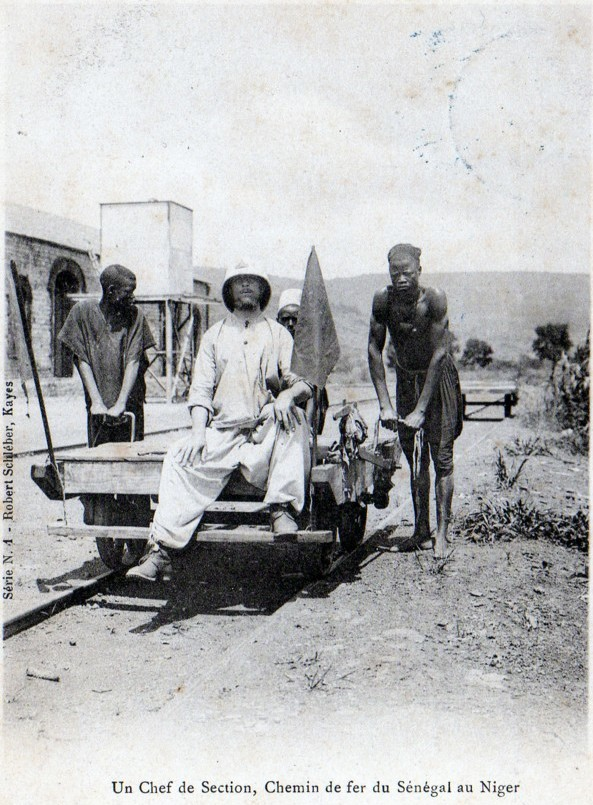
Inspector francés del tren, 1904.
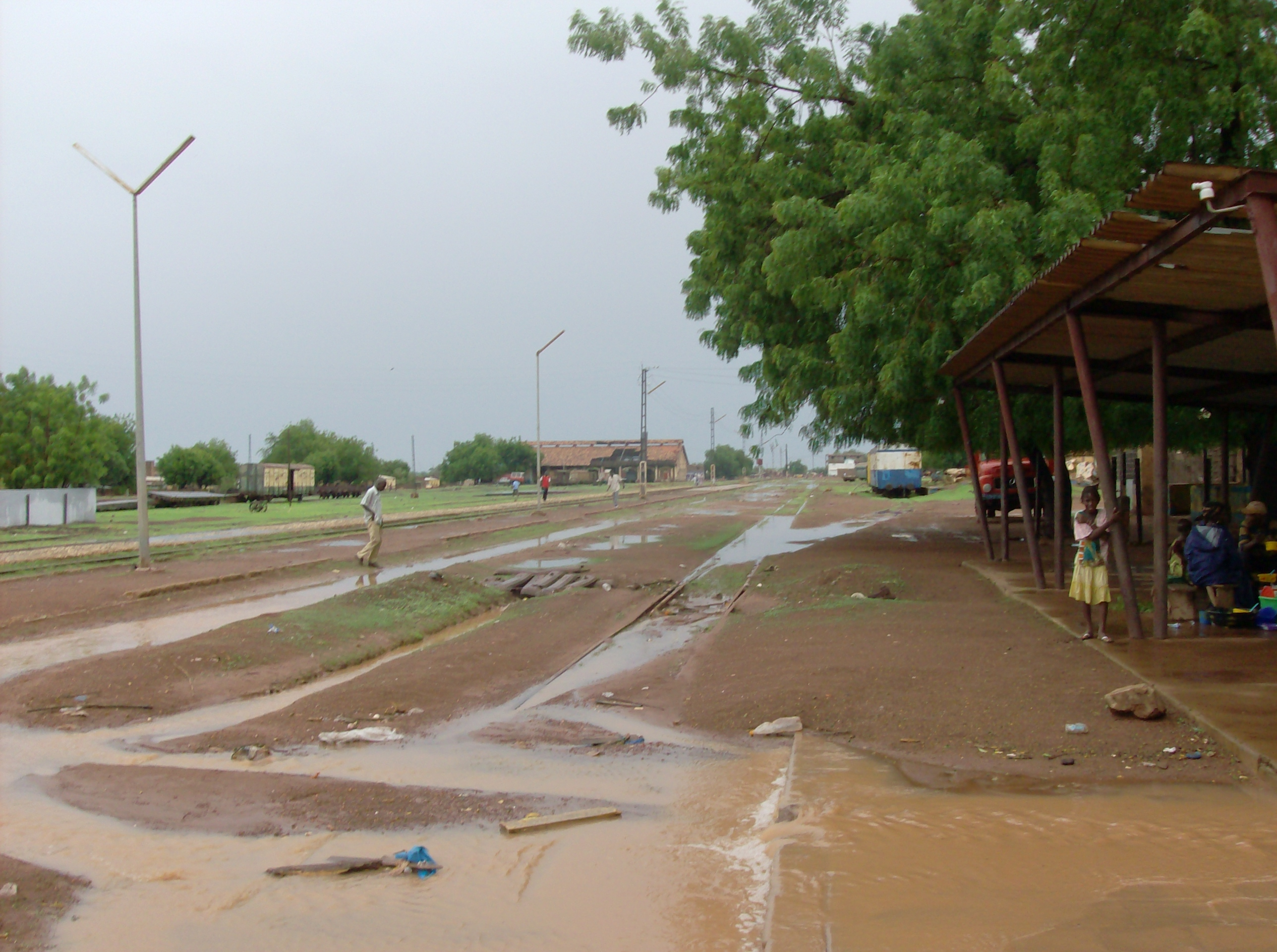
Estación de Tambacounda, 2009
Estación de Kita